# Alejandro Bejarano
Alejandro René Bejarano Sajama (La Quiaca, Provincia de Jujuy, 21 de junio de 1984) es un futbolista boliviano de origen argentino. Juega como centrocampista en ABB de la Primera División de Bolivia.

## Clubes
| Club                    | País    | Año           |
| ----------------------- | ------- | ------------- |
| San José                | Bolivia | 2003 - 2006   |
| Jorge Wilstermann       | Bolivia | 2007          |
| The Strongest           | Bolivia | 2008          |
| San José                | Bolivia | 2009          |
| San José                | Bolivia | 2009 - 2011   |
| The Strongest           | Bolivia | 2011 - 2012   |
| Universitario de Sucre  | Bolivia | 2012 - 2016   |
| Real Potosí             | Bolivia | 2016 - 2017   |
| Universitario de Sucre  | Bolivia | 2017          |
| Always Ready            | Bolivia | 2018-2019     |
| Guabirá                 | Bolivia | 2020          |
| Independiente Petrolero | Bolivia | 2021-2024     |
| ABB                     | Bolivia | 2025-presente |

## Palmarés

### Títulos nacionales
| Título             | Club                    | País    | Año           |
| ------------------ | ----------------------- | ------- | ------------- |
| Primera División   | The Strongest           | Bolivia | Apertura 2011 |
| Primera División   | The Strongest           | Bolivia | Clausura 2012 |
| Primera División   | Universitario de Sucre  | Bolivia | Clausura 2014 |
| Copa Simón Bolívar | Always Ready            | Bolivia | 2018          |
| Primera División   | Independiente Petrolero | Bolivia | 2021          |